# Frontenac Islands
Frontenac Islands es un municipio canadiense situado en la provincia de Ontario.

## Superficie
Frontenac Islands tiene una superficie de 176,82 km².

## Demografía
En 2021, tenía 1930 habitantes, una densidad poblacional de 10,9 hab./km², y 1212 viviendas.